# Cestrum purpureum
Cestrum purpureum é uma espécie de planta com flor pertencente à família Solanaceae. 
A autoridade científica da espécie é (Lindl.) Standl., tendo sido publicada em Contributions from the United States National Herbarium 23(4): 1280. 1924.

## Portugal
Trata-se de uma espécie presente no território português, nomeadamente no Arquipélago dos Açores.
Em termos de naturalidade é introduzida na região atrás indicada.

## Protecção
Não se encontra protegida por legislação portuguesa ou da Comunidade Europeia.